# Marcin Mrugalski
Marcin Mrugalski (ur. 1975 w Poznaniu) – polski inżynier, elektrotechnik i informatyk, doktor habilitowany nauk technicznych, profesor uczelni na Uniwersytecie Zielonogórskim i jego prorektor w kadencji 2020–2024.

## Życiorys
W 1999 ukończył studia z zakresu elektrotechniki na Wydziale Elektrycznym Politechniki Zielonogórskiej. Doktoryzował się w 2004 na Uniwersytecie Zielonogórskim na podstawie rozprawy zatytułowanej: Neuronowe modelowanie systemów nieliniowych w układach detekcji uszkodzeń, której promotorem był profesor Józef Korbicz. Stopień naukowy doktora habilitowanego uzyskał w 2014 na Politechnice Częstochowskiej w oparciu o jednotematyczny cykl publikacji pt. Zaawansowane neuronowe schematy obliczeniowe w układach odpornej diagnostyki uszkodzeń.
W latach 1999–2001 był zatrudniony na Politechnice Zielonogórskiej. W 2001 podjął pracę na nowo utworzonym Uniwersytecie Zielonogórskim, na którym doszedł do stanowiska profesora uczelni. W latach 2014–2016 pełnił funkcję prodziekana Wydziału Informatyki, Elektrotechniki i Automatyki do spraw rozwoju, zaś w kadencji 2016–2020 był dziekanem tej jednostki. W 2020 został prorektorem Uniwersytetu Zielonogórskiego do spraw nauki i współpracy z zagranicą w kadencji 2020–2024.
Specjalizuje się w sieciach neuronowych, sieciach komputerowych i diagnostyce procesów. Opublikował ponad 70 prac naukowych.